# Jucimar Lima Pacheco
Jucimar Lima Pacheco, meglio noto come Abuda (Almeirim, 22 gennaio 1989), è un calciatore brasiliano, centrocampista del Vitória-ES.

## Carriera
Ha giocato nella massima serie dei campionati brasiliano e turco.